# Triaenodes smithi
Triaenodes smithi är en nattsländeart som beskrevs av Ross 1959. Triaenodes smithi ingår i släktet Triaenodes och familjen långhornssländor. Inga underarter finns listade i Catalogue of Life.